# Anthurium pallatangense
Anthurium pallatangense är en kallaväxtart som beskrevs av Adolf Engler. Anthurium pallatangense ingår i släktet Anthurium och familjen kallaväxter. Inga underarter finns listade.